# Expurgo do Partido Baath em 1979
O Expurgo do Partido Baath em 1979 (em árabe: تطهير حزب البعث), também chamado de Massacre dos Camaradas   (em árabe: مجزرة الرفاق), foi um expurgo público do Partido Baath Iraquiano orquestrado em 22 de julho de 1979 pelo então presidente Saddam Hussein  seis dias após sua chegada à presidência da República Iraquiana em 16 de julho de 1979.  
Seis dias após a renúncia do presidente Ahmed Hassan al-Bakr e a ascensão de Hussein como presidente da República do Iraque, secretário regional do partido e presidente do Conselho do Comando Revolucionário em 16 de julho de 1979, ele organizou uma conferência Baath em 22 de julho no Al-Khuld Hall, em Bagdá, para realizar uma campanha de prisões e execuções que incluía camaradas baathistas, que foram acusados de participar de uma conspiração pró-Síria para derrubar Saddam.
A lista incluía a maioria dos camaradas que se opuseram à ascensão de Saddam Hussein ao poder depois de Al-Bakr,  e entre estes estava o antigo secretário do presidente, Muhyi Abdul-Hussein Mashhadi. Os nomes das pessoas foram anunciados e elas foram levadas para fora do salão para serem executadas. A propaganda baathista da época mostrou que eles foram condenados por conspiração e alta traição ao partido.  O Iraque cortou posteriormente relações diplomáticas com o seu regime Baathista na Síria, acusando Hafez al-Assad de organizar o complô. :92

## Antecedentes

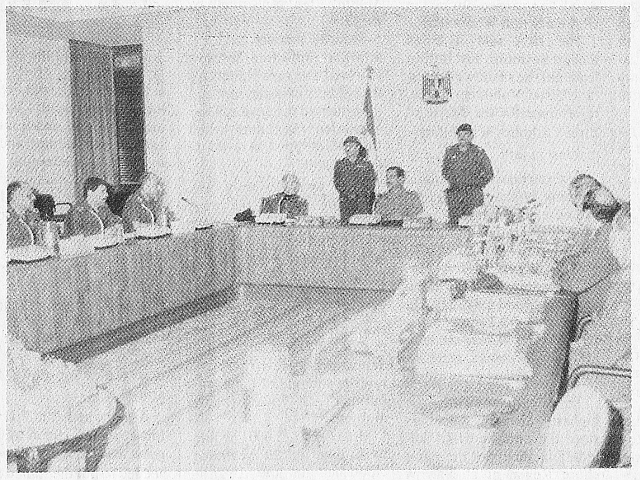
Reunião conjunta do Conselho do Comando Revolucionário (RCC) e do Comando Regional do Partido Socialista Árabe Baath – Região do Iraque em Bagdá – Iraque, em 16 de junho de 1988, presidida pelo presidente iraquiano Saddam Hussein; ao seu lado direito está o vice-presidente do RCC, Izzat Ibrahim ad-Duri.

### Conversações de unificação Síria-Iraque
Várias rodadas de negociações de unificação estavam em andamento entre os dois partidos Baathistas em nível oficial, com o vice-presidente iraquiano, Saddam Hussein, endossando publicamente a fusão do Iraque e da Síria em 1978. Naquela época, Saddam já havia se tornado o líder efetivo do Partido Baath iraquiano devido aos problemas de saúde do presidente iraquiano, Ahmed Hussein Al-Bakr. Uma das principais exigências de Saddam era a unificação das alas síria e iraquiana do Partido Baath, como o primeiro passo para integrar a Síria ao Iraque. Ele também buscou a reabilitação de Michel Aflaq, que estava na lista de mortos do Partido Baath sírio, e fazer de Aflaq o chefe de um Partido Baath reunificado. Foi relatado que o presidente sírio, Hafez al-Assad, se opôs a essas exigências e se opôs fortemente à ideia de um comando militar unificado. :282

### Renúncia de al-Bakr
Em 11 de julho de 1979, um al-Bakr doente anunciou sua renúncia perante uma reunião do Conselho do Comando Revolucionário (CCR) e sua intenção de transferir a presidência para Saddam Hussein. :283 A Rádio Europa Livre do governo dos EUA afirmou em 2003 que se tratou de um “golpe” orquestrado por Saddam que obrigou o presidente doente a reformar-se “por razões de saúde”. 
Muhyi Abdul-Hussein Mashhadi, um membro do RCC, se opôs veementemente à renúncia de al-Bakr durante a sessão e pediu que al-Bakr tirasse férias temporárias sem transferir o poder para seu sucessor, uma proposta que foi recusada por al-Bakr. Isso levantou suspeitas sobre Saddam Hussein, o segundo em comando do Iraque que se tornou presidente em 16 de julho de 1979. Numa assembleia da liderança do partido convocada a 22 de Julho, Saddam encenou uma purga contra a ala militar do Partido Baath, a quem acusou de colaborar com a Síria para derrubar o regime no Iraque.  :282

## O evento
Saddam convocou às pressas uma "sessão de emergência" dos líderes do partido em 22 de julho. Durante a assembleia, que ele ordenou que fosse gravada em vídeo,  ele afirmou ter descoberto uma quinta-coluna dentro do partido. Abdul-Hussein "confessou" fazer parte de uma facção financiada pela Síria, criada em 1975, que desempenhou um papel importante no complô apoiado pela Síria contra o governo iraquiano. Ele também deu os nomes de 68 supostos co-conspiradores. :282-283 Eles foram retirados da sala um por um, conforme seus nomes eram chamados, e levados sob custódia. Após a leitura da lista, Saddam parabenizou os que ainda estavam sentados na sala por sua lealdade passada e futura. Os presos na reunião foram posteriormente julgados juntos e considerados culpados de traição. Vinte e dois homens, incluindo cinco membros do Conselho do Comando Revolucionário,  foram condenados à execução. Alguns membros do partido receberam armas e foram ordenados a executar os seus camaradas.   

## Consequências
Detalhes dos eventos foram divulgados em 28 de julho de 1979, e a mídia iraquiana começou a acusar a Síria de apoiar o suposto complô. Os baathistas sírios responderam negando qualquer relação com os conspiradores do golpe.  :283Em 8 de agosto, a Agência de Notícias Iraquiana anunciou que vinte e um dos vinte e dois iraquianos foram executados por fuzilamento por "sua participação em um complô para derrubar o novo presidente do Iraque". O vigésimo segundo homem foi condenado à morte à revelia porque "não foi encontrado em lugar nenhum", disse a agência.  Uma fita da assembleia e das execuções foi distribuída por todo o país. Pouco depois, no início de agosto de 1979, Hussein subiu à varanda da mansão presidencial em Bagdá para informar “a uma multidão de 50.000 apoiantes que ele tinha acabado de testemunhar a punição que o tribunal estadual tinha ordenado para 21 daqueles homens: eles tinham sido executados por um pelotão de fuzilamento. A multidão aplaudiu.” 
Os eventos levaram a uma ruptura completa dos laços entre os governos baathistas da Síria e do Iraque. A conclusão pessoal de Hussein, que ele transmitiu ao presidente sírio Assad, foi que os baathistas sírios "estavam profundamente envolvidos na conspiração", embora ele tenha continuado a fornecer à Síria o apoio financeiro originalmente oferecido durante a cúpula da Liga Árabe de 1978. Este acordo foi finalmente interrompido em 1980 com a eclosão da Guerra Irã-Iraque, durante a qual Assad se alinhou abertamente com o Irã, estimulando o Iraque a acusá-lo de trair o pan-arabismo. :283-284 Um memorando secreto de 1981 emitido por Assad aos membros do Partido Baath Sírio demonstrou ainda mais a divisão entre as duas nações, com Assad declarando que a política da Síria era prolongar "a guerra a um grau que facilitaria a substituição de Saddam" e instalar a Frente Nacionalista Iraquiana pró-Síria no Iraque. A Síria continuaria a apoiar os partidos da oposição iraquiana durante décadas, incluindo o Partido Islâmico Xiita Dawa, pró-iraniano.  O Iraque, por sua vez, apoiou a Frente Nacional para a Libertação da Síria Árabe, uma coalizão de facções da oposição síria que incluía os baathistas sírios pró-iraquianos e a Irmandade Muçulmana Síria, que se opunham ao governo do Partido Baath, dominado pelos alauítas, na Síria. Também apoiou as revoltas islâmicas na Síria depois de 1980. As relações entre os dois países permaneceram tensas até a queda de Saddam Hussein numa invasão americana em 2003.   :91-92